# Standardpopulationsmetoden
Standardpopulationsmetoden, en statistisk metod för att väga samman resultat från olika delgrupper i en studie. Man viktar resultaten så att sammansättningen i varje population blir densamma som i en standardpopulation.
Metoden lämpar sig särskilt när skillnaden mellan populationerna går åt samma håll inom alla olika delgrupper som de har indelats i; valet av standardpopulation är då entydigt. Man kan i andra fall använda sig exempelvis av någon form av riksgiltiga vägningstal.